# Xanthorrhoea glauca
Xanthorrhoea glauca är en grästrädsväxtart som beskrevs av D.J.Bedford. Xanthorrhoea glauca ingår i släktet Xanthorrhoea och familjen grästrädsväxter.

## Underarter
Arten delas in i följande underarter:
- X. g. angustifolia
- X. g. glauca

## Bildgalleri

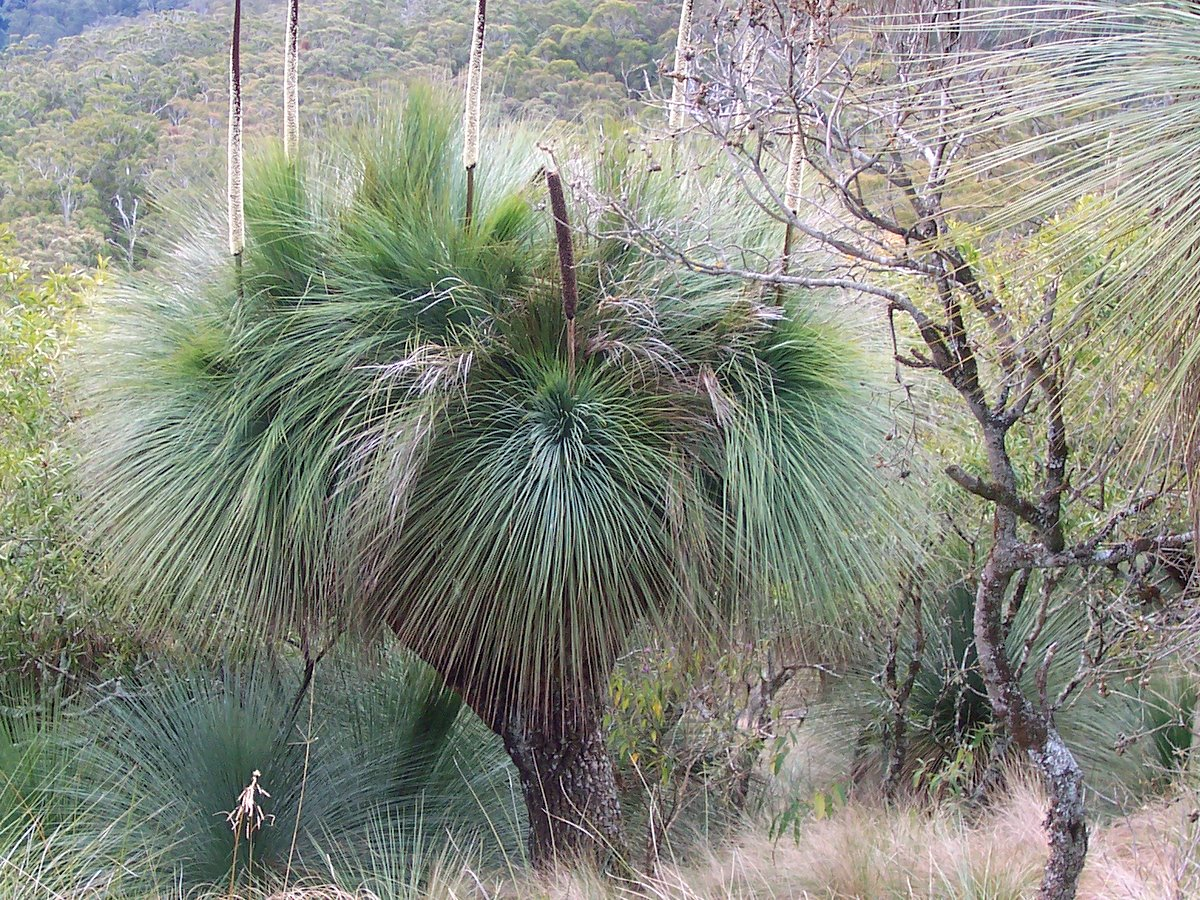
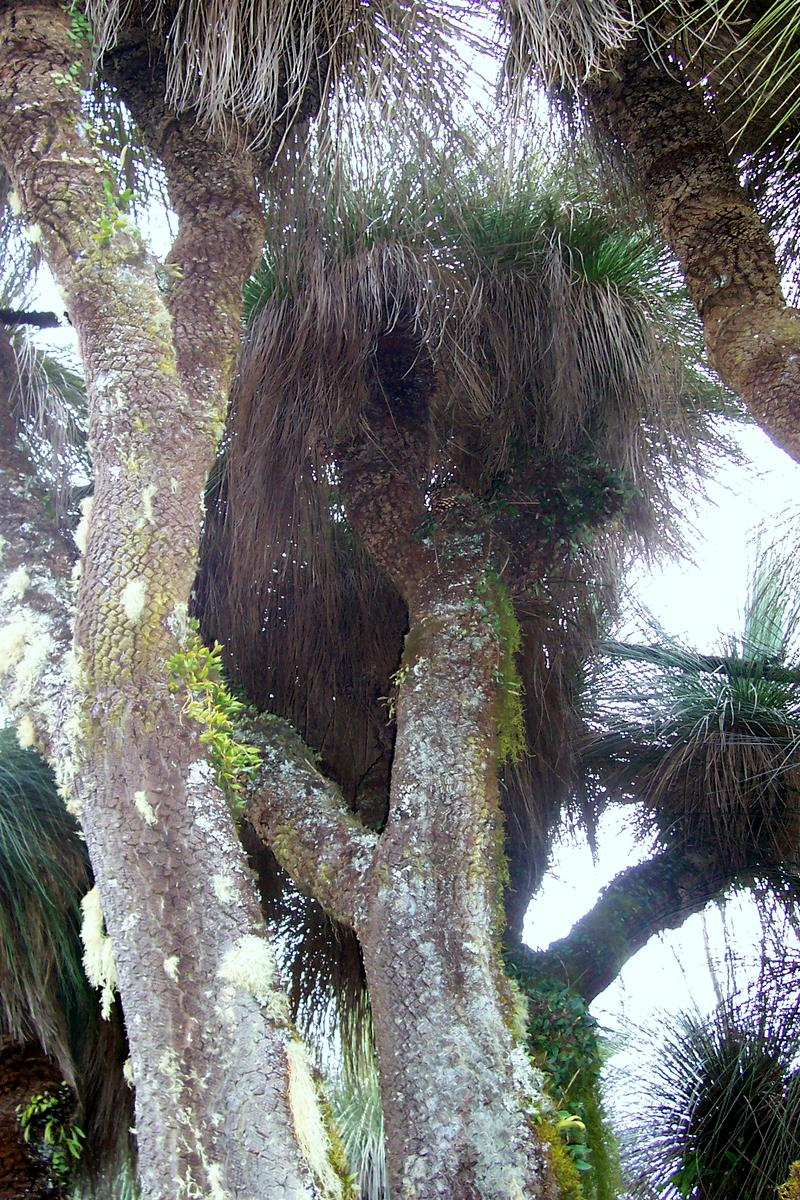
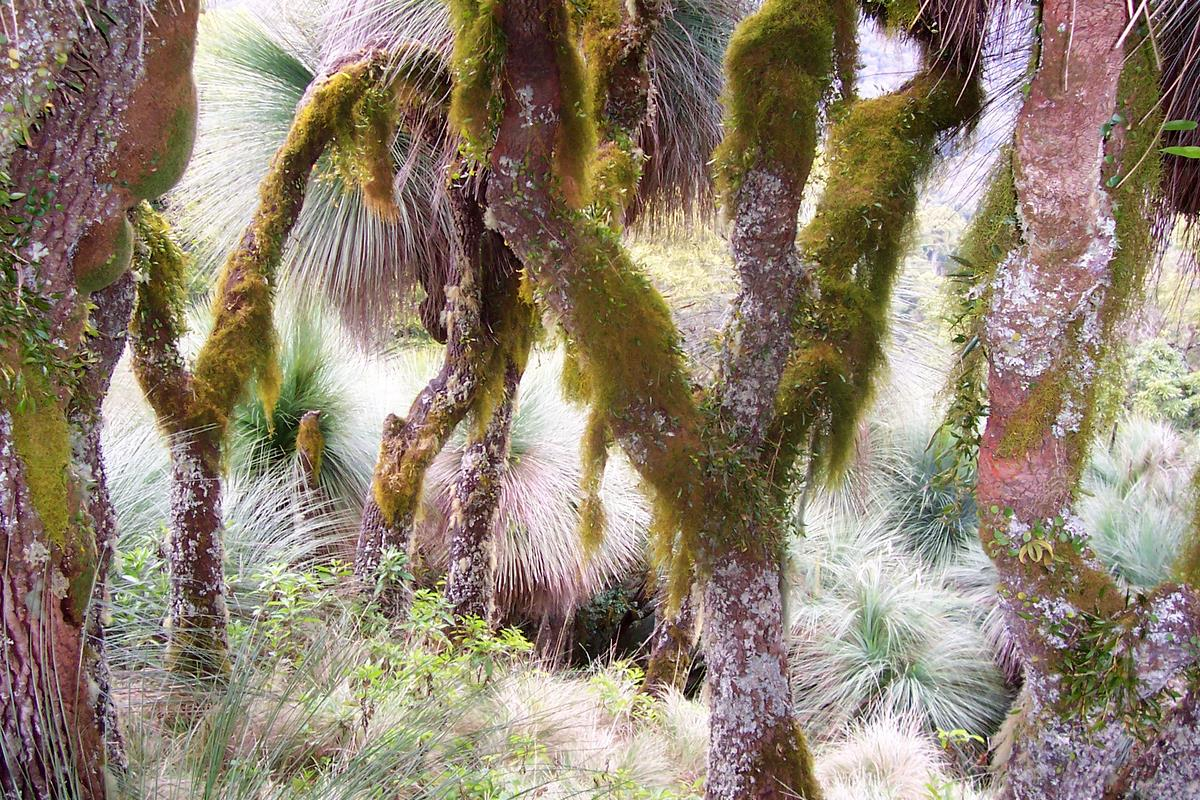
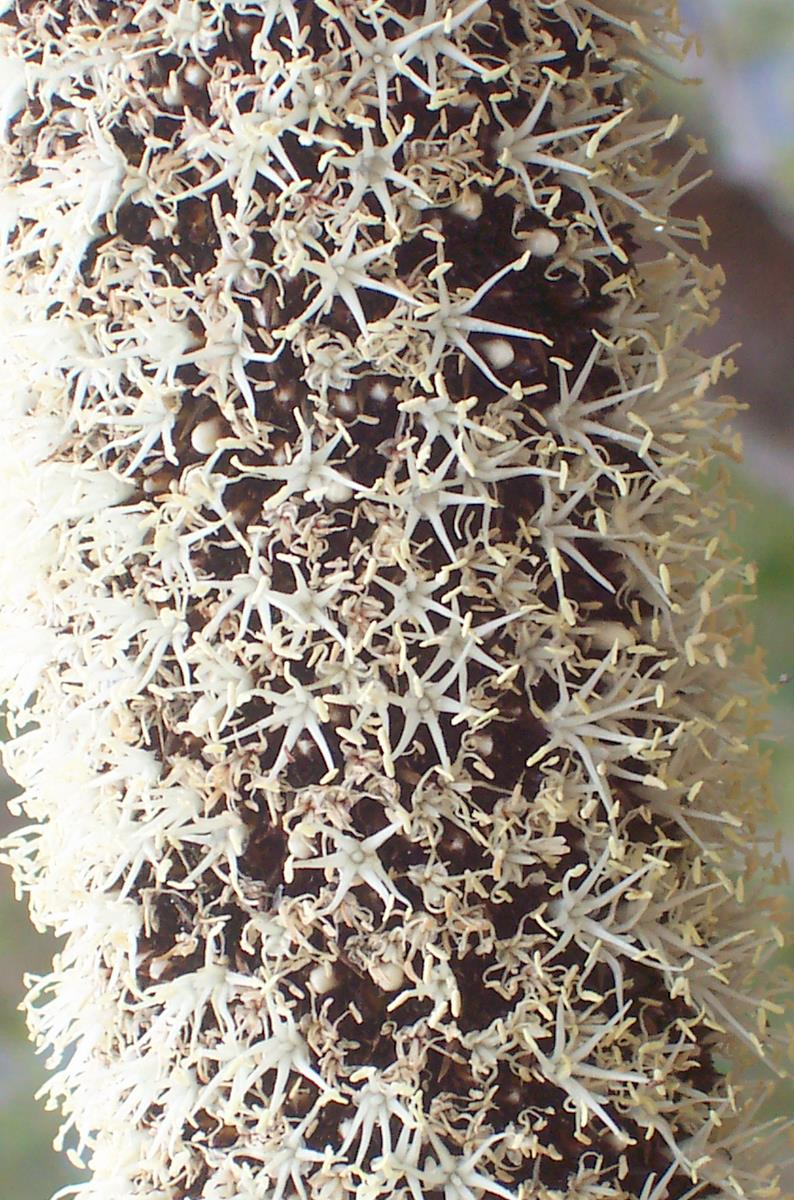